# Monarcha godeffroyi
El monarca de Yap (Monarcha godeffroyi) es una especie de ave paseriforme de la familia Monarchidae endémica de la isla de Yap.

## Distribución y hábitat
Se encuentra únicamente en la isla de Yap, en el oeste de las islas Carolinas de la Micronesia. Su hábitat natural son los bosques húmedos tropicales y los manglares.